# Bistum Mbalmayo
Das Bistum Mbalmayo (lat.: Dioecesis Mbalmayoensis) ist eine in Kamerun gelegene römisch-katholische Diözese mit Sitz in Mbalmayo.

## Geschichte
Das Bistum Mbalmayo wurde am 24. Juni 1961 durch Papst Johannes XXIII. mit der Apostolischen Konstitution Quemadmodum ex arbor aus Gebietsabtretungen des Erzbistums Yaoundé errichtet und diesem als Suffraganbistum unterstellt.

## Bischöfe von Mbalmayo
- Paul Etoga, 1961–1987
- Adalbert Ndzana, 1987–2016
- Joseph Marie Ndi-Okalla, seit 2016